# Світовий легкоатлетичний тур у приміщенні 2021
Світовий легкоатлетичний тур у приміщенні 2021 став шостим сезоном найбільш рейтингової всесвітньої серії легкоатлетичних змагань у приміщенні, що з 2016 організовується Світовою легкою атлетикою.

## Змагання
У жовтні 2020 було оголошено, що, порівняно з попередніми роками, у 2021 перелік змагань серії буде значно розширений (з 7 до 26) з категоризацією стартів на три категорії: золоту (найпрестижнішу), срібну та бронзову. Згодом до календарю змагань неодноразово вносились корективи з огляду на перебіг пандемії COVID-19 в окремих містах, які первісно планували виступити господарями етапів серії, та пов'язані з цим обмеження, з якими стикались організатори змагань.
| Дата  | Золота категорія                                  | Примітки            |
| ----- | ------------------------------------------------- | ------------------- |
| 29.01 | Indoor Meeting - Karlsruhe Карлсруе               | [ 2 ] [ 3 ]         |
| 02.02 | Banskobystricka latka (чоловіки) Банська Бистриця | [ 4 ] [ 5 ] [ 6 ]   |
| 09.02 | Meeting Hauts-de-France Pas-de-Calais Льєвен      | [ 7 ] [ 8 ]         |
| 13.02 | New Balance Indoor Grand Prix Бостон→Нью-Йорк     | [ 9 ] [ 10 ] [ 11 ] |
| 13.02 | Мілроузькі ігри Нью-Йорк                          | змагання скасовані  |
| 17.02 | Кубок Коперника Торунь                            | [ 13 ] [ 14 ]       |
| 24.02 | Villa de Madrid Мадрид                            | [ 15 ] [ 16 ]       |

| Дата  | Срібна категорія                               | Примітки                   |
| ----- | ---------------------------------------------- | -------------------------- |
| 24.01 | Meeting de Paris Indoor Париж                  | змагання скасовані         |
| 24.01 | American Track League 1 Фаєтвіль               | [ 17 ] [ 9 ] [ 18 ] [ 19 ] |
| 31.01 | American Track League 2 Фаєтвіль               | [ 17 ] [ 9 ] [ 20 ] [ 21 ] |
| 31.01 | ISTAF Indoor Dusseldorf Дюссельдорф            | [ 22 ] [ 23 ]              |
| 02.02 | Banskobystricka latka (жінки) Банська Бистриця | [ 5 ] [ 24 ]               |
| 03.02 | Czech Indoor Gala Острава                      | [ 25 ] [ 26 ]              |
| 05.02 | ISTAF Indoor Berlin Берлін                     | [ 27 ] [ 28 ]              |
| 06.02 | Meeting Metz Moselle Athlelor Метц             | [ 29 ] [ 30 ]              |
| 06.02 | Perche Élite Tour Руан                         | [ 29 ] [ 31 ]              |
| 07.02 | American Track League 3 Фаєтвіль               | [ 17 ] [ 9 ] [ 32 ] [ 33 ] |
| 10.02 | AIT International Grand Prix Атлон             | змагання скасовані         |
| 21.02 | American Track League 4 Фаєтвіль               | [ 17 ] [ 9 ] [ 35 ] [ 36 ] |
| 28.02 | All Star Perche Клермон-Ферран                 | [ 37 ] [ 38 ]              |

| Дата     | Бронзова категорія                     | Примітки             |
| -------- | -------------------------------------- | -------------------- |
| 27.01    | Springermeeting Cottbus Котбус         | змагання скасовані   |
| 31.01    | Stockholm Indoor - Spåret GP Стокгольм | змагання скасовані   |
| 05.02    | Зірки в Нехвіздах Нехвізди             | [ 40 ]               |
| 06.02    | LLN Indoor Луве-ла-Нев                 | змагання скасовані   |
| 06.02    | Густопецькі стрибки Густопече          | змагання скасовані   |
| 06-07.02 | Indoor Combined Events Tallinn Таллінн | [ 42 ] [ 43 ] [ 44 ] |
| 07.02    | PSD Bank Indoor Meeting Дортмунд       | [ 45 ] [ 46 ]        |
| 09.02    | Beskydská laťka Тржинець               | змагання скасовані   |
| 12.02    | Orlen Cup Лодзь                        | [ 42 ] [ 47 ]        |
| 13.02    | IFAM Gent Indoor Гент                  | [ 47 ] [ 48 ]        |
| 13.02    | CMCM Indoor Meeting Кірхберг           | [ 47 ] [ 49 ]        |
| 14.02    | Meeting de l'Eure Валь-де-Рей          | [ 47 ] [ 50 ]        |
| 24.02    | Serbian Open Indoor Meeting Белград    | [ 51 ] [ 52 ]        |

## Регламент
Регламент серії-2021 передбачав визначення переможців у змаганнях золотої категорії у шести жіночих (біг на 60, 800 , 3000 метрів (2 милі), стрибки з жердиною, потрійний стрибок та штовхання ядра) та п'яти чоловічих (біг на 400, 1500 метрів, біг на 60 метрів з бар'єрами, стрибки у висоту та стрибки у довжину) дисциплінах. За 1-4 місця у залікових дисциплінах на кожному змаганні золотої категорії нараховувались очки та виплачувались призові (переможець отримував US$ 3 000. Крім цього, за встановлення світового рекорду передбачалось нарахування додатково 3 очок.
Переможець загального заліку в кожній дисципліні визначався за трьома найкращими очковими виступами в серії та автоматично набував право взяти участь у чемпіонаті світу в приміщенні-2022.
Призовий фонд кожного змагання срібної та бронзової категорій становив не менше US$ 30 000 та US$ 12 000 відповідно.

## Переможці змагань Золотої категорії

### Чоловіки
| Дисципліна → Етап ↓             | 400 м                                                 | 1500 м                                                | 60 м з/б                                              | висота                                                | довжина                                               |
| ------------------------------- | ----------------------------------------------------- | ----------------------------------------------------- | ----------------------------------------------------- | ----------------------------------------------------- | ----------------------------------------------------- |
| Карлсруе                        | Марвін Шлегель 46,61                                  |                                                       | Вієм Белосян 7,49                                     |                                                       | Хуан Мігель Ечеваррія 8,18                            |
| Банська Бистриця                |                                                       |                                                       |                                                       | Джанмарко Тамбері 2,31                                |                                                       |
| Льєвен                          |                                                       | Якоб Інгебрігтсен 3.31,80 EIR                         | Грант Голловей 7,32                                   |                                                       | Хуан Мігель Ечеваррія 8,25                            |
| Бостон→Нью-Йорк                 | Майкл Норман 45,34                                    | Олівер Гоар 3.32,35                                   |                                                       | Трей Калвер 2,33                                      |                                                       |
| Нью-Йорк                        | етап скасований через пандемію коронавірусної хвороби | етап скасований через пандемію коронавірусної хвороби | етап скасований через пандемію коронавірусної хвороби | етап скасований через пандемію коронавірусної хвороби | етап скасований через пандемію коронавірусної хвороби |
| Торунь                          |                                                       | Селемон Барега 3.32,97                                | Грант Голловей 7,38                                   | Максим Недосеков 2,34                                 |                                                       |
| Мадрид                          | Павел Маслак 46,12                                    | Селемон Барега 3.35,42                                | Грант Голловей 7,29 WIR                               |                                                       | Хуан Мігель Ечеваррія 8,14                            |
| Переможці у загальному заліку → | Павел Маслак                                          | Селемон Барега                                        | Грант Голловей                                        | Джанмарко Тамбері                                     | Хуан Мігель Ечеваррія                                 |

### Жінки
| Дисципліна → Етап ↓             | 60 м                                                  | 800 м                                                 | 3000 м (2 милі)                                       | жердина                                               | потрійний                                             | ядро                                                  |
| ------------------------------- | ----------------------------------------------------- | ----------------------------------------------------- | ----------------------------------------------------- | ----------------------------------------------------- | ----------------------------------------------------- | ----------------------------------------------------- |
| Карлсруе                        | Діна Ашер-Сміт 7,08                                   |                                                       | Беатріс Чепкоеч 8.41,98 (3000 м)                      |                                                       | Льядагміс Повея 14,54                                 | Оріоль Донгмо 19,65                                   |
| Льєвен                          | Джав'ян Олівер 7,10                                   | Джемма Рікі 2.00,64                                   | Лемлем Хайлу 8.32,55 (3000 м)                         | Голлі Бредшоу 4,73                                    |                                                       | Оріоль Донгмо 19,18                                   |
| Бостон→Нью-Йорк                 | Кайла Вайт 7,15                                       | Аджей Вілсон 2.01,79                                  | Елінор Пер'є 9.10,28 (2 милі)                         | Сенді Морріс 4,60                                     |                                                       |                                                       |
| Нью-Йорк                        | етап скасований через пандемію коронавірусної хвороби | етап скасований через пандемію коронавірусної хвороби | етап скасований через пандемію коронавірусної хвороби | етап скасований через пандемію коронавірусної хвороби | етап скасований через пандемію коронавірусної хвороби | етап скасований через пандемію коронавірусної хвороби |
| Торунь                          | Джав'ян Олівер 7,08                                   | Хабітам Алему 1.58,19                                 | Лемлем Хайлу 8.31,24 (3000 м)                         |                                                       | Параскеві Папахристу 14,60                            |                                                       |
| Мадрид                          |                                                       | Хабітам Алему 1.58,94                                 | Гудаф Цегай 8.22,35 (3000 м)                          | Ірина Жук 4,67                                        | Торі Франклін 14,22                                   |                                                       |
| Переможці у загальному заліку → | Джав'ян Олівер                                        | Хабітам Алему                                         | Лемлем Хайлу                                          | Ірина Жук                                             | Льядагміс Повея                                       | Оріоль Донгмо                                         |